# Liste des unités de la Garde impériale au Premier Empire
Pour les articles homonymes, voir Garde impériale.
La liste des unités de la Garde impériale présente l'ensemble des unités militaires appartenant à la Garde impériale de Napoléon Ier. En 1804, la Garde est initialement composée de huit unités : les grenadiers à cheval, les chasseurs à cheval, les mamelouks et les gendarmes d'élite pour la cavalerie, le régiment des grenadiers à pied, celui des chasseurs à pied et le bataillon des marins pour l'infanterie, et une compagnie d'artilleurs à cheval pour le service des canons. 
Tout au long du Premier Empire, d'autres corps intègrent la Garde, tels que les dragons en 1806, les chevau-légers polonais en 1807 et la compagnie de sapeurs en 1810.
Lors de la première Restauration en 1814, une partie des régiments de la Garde impériale au Premier Empire forment les régiments royaux.

Lors de la seconde Restauration l'ensemble de l'armée est licenciée. 

## Infanterie

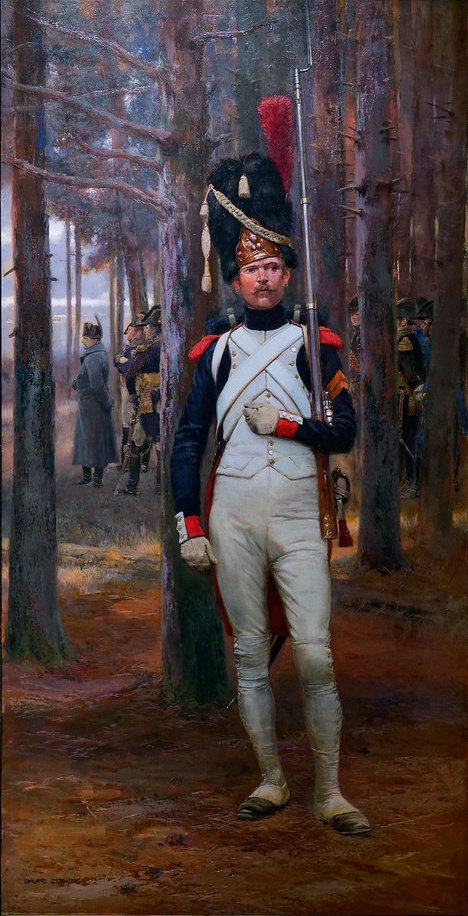
Grenadier à pied de la Vieille Garde

### Vieille Garde
Les vétérans de la Vieille Garde sont considérés comme faisant partie des soldats les plus valeureux de l'histoire militaire française.
- 1er régiment de grenadiers à pied de la Garde impériale (créé en 1799)
- 1er régiment de chasseurs à pied de la Garde impériale (créé en 1800)

### Moyenne Garde

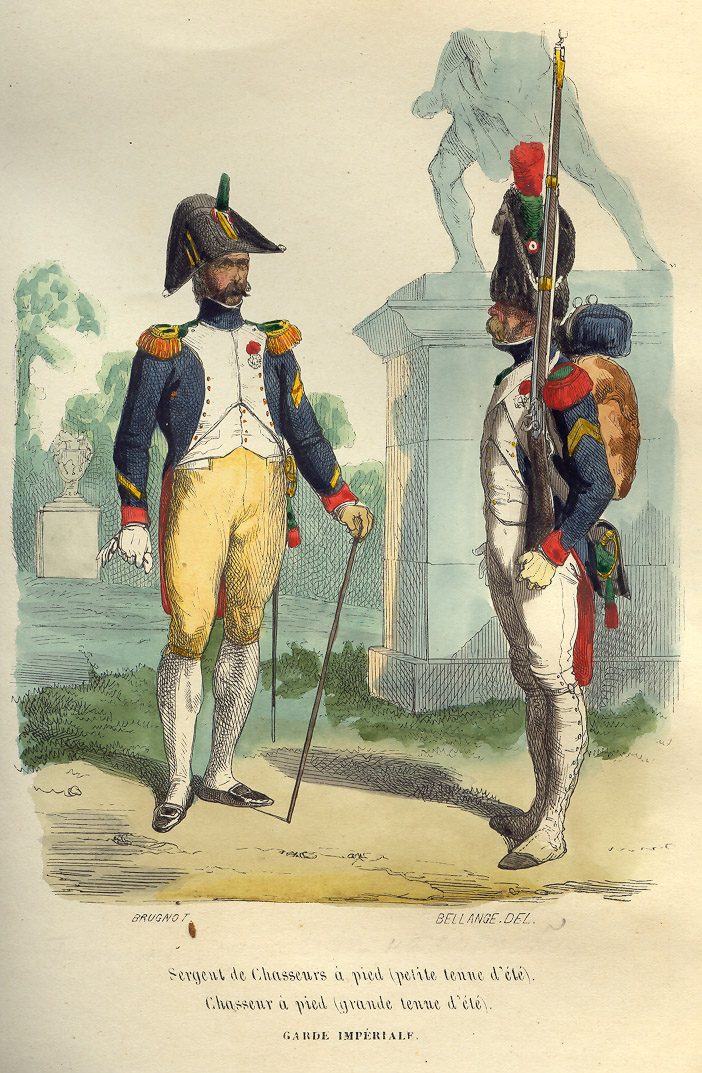
Chasseurs à pied de la Vieille Garde

Les régiments qui composent la Moyenne Garde ont chacun leur tour intégré la Vieille Garde mais étaient toujours considérés comme faisant partie de la Moyenne Garde. 

#### Grenadiers
À sa formation en 1804, un régiment a 2 bataillons de 8 compagnies, soit 1 620 hommes, auquel s'ajoute 1 bataillon de vélites de 950 hommes. En 1806, un second régiment est formé. En 1808, les deux régiments sont fusionnés en un seul. En 1810, lors de l’annexion de la Hollande, le régiment des grenadiers de la Garde royale hollandaise devient le 2e régiment des grenadiers à pied.
En 1815, il y aura 4 régiments de grenadiers à pied :
- 2e régiment de grenadiers à pied de la Garde impériale (1806-1809 puis 1811-1815)
- 2e régiment de grenadiers à pied (hollandais) (créé en 1810)
- bataillon de grenadiers polonais (créé en 1812)
- 3e régiment de grenadiers à pied de la Garde impériale (créé en 1811)
- 4e régiment de grenadiers à pied de la Garde impériale (créé en 1815)

#### Chasseurs à pied
Les chasseurs se développent et se réorganisent d’une manière exactement parallèle à celle des grenadiers et, toujours aux mêmes dates. Ils recrutent en théorie dans l’infanterie légère alors que les Grenadiers recrutent dans l’infanterie de ligne.
- 2e régiment de chasseurs à pied de la Garde impériale (créé en 1806)
- 3e régiment de chasseurs à pied de la Garde impériale (créé en 1815)
- 4e régiment de chasseurs à pied de la Garde impériale (créé en 1815)

#### Fusiliers
- 1er régiment de fusiliers de la Garde impériale (créé en 1806)
- 2e régiment de fusiliers de la Garde impériale (créé en 1806)

### Jeune Garde
Les cadres de la Jeune Garde viennent de la Vieille Garde, ses soldats sont les hommes les plus forts et les mieux éduqués des classes de conscrits disponibles.
- 1er régiment des tirailleurs-grenadiers de la Garde impériale (créé en 1809-1810)
- 2e régiment des tirailleurs-grenadiers de la Garde impériale (créé en 1809-1810)
- 1er régiment des conscrits-grenadiers de la Garde impériale (créé en 1809-1810)
- 2e régiment des conscrits-grenadiers de la Garde impériale (créé en 1809-1810)
- 1er régiment des tirailleurs-chasseurs de la Garde impériale (créé en 1809-1810)
- 2e régiment des tirailleurs-chasseurs de la Garde impériale (créé en 1809-1810)
- 1er régiment des conscrits-chasseurs de la Garde impériale (créé en 1809-1810)
- 2e régiment des conscrits-chasseurs de la Garde impériale (créé en 1809-1810)
- Régiment de flanqueurs-chasseurs de la Garde impériale (créé en 1811)
- Régiment de flanqueurs-grenadiers de la Garde impériale (créé en 1813)

#### Tirailleurs
Les tirailleurs de la Jeune Garde sont destinés à devenir des grenadiers.
- 1er régiment de tirailleurs de la Garde impériale (créé en 1810)
- 2e régiment de tirailleurs de la Garde impériale (créé en 1810)
- 3e régiment de tirailleurs de la Garde impériale (créé en 1810)
- 4e régiment de tirailleurs de la Garde impériale (créé en 1810)
- 5e régiment de tirailleurs de la Garde impériale (créé en 1811)
- 6e régiment de tirailleurs de la Garde impériale (créé en 1811)
- 7e régiment de tirailleurs de la Garde impériale (créé en 1813)
- 8e régiment de tirailleurs de la Garde impériale (créé en 1813)
- 9e régiment de tirailleurs de la Garde impériale (créé en 1813)
- 10e régiment de tirailleurs de la Garde impériale (créé en 1813)
- 11e régiment de tirailleurs de la Garde impériale (créé en 1813)
- 12e régiment de tirailleurs de la Garde impériale (créé en 1813)
- 13e régiment de tirailleurs de la Garde impériale (créé en 1813)
- 14e régiment de tirailleurs de la Garde impériale (créé en 1814)
- 15e régiment de tirailleurs de la Garde impériale (créé en 1814)
- 16e régiment de tirailleurs de la Garde impériale (créé en 1814)

#### Voltigeurs
Les voltigeurs de la Jeune Garde sont destinés à devenir des chasseurs à pied.
- 1er régiment de voltigeurs de la Garde impériale (créé en 1810)
- 2e régiment de voltigeurs de la Garde impériale (créé en 1810)
- 3e régiment de voltigeurs de la Garde impériale (créé en 1810)
- 4e régiment de voltigeurs de la Garde impériale (créé en 1810)
- 5e régiment de voltigeurs de la Garde impériale (créé en 1811)
- 6e régiment de voltigeurs de la Garde impériale (créé en 1811)
- 7e régiment de voltigeurs de la Garde impériale (créé en 1813)
- 8e régiment de voltigeurs de la Garde impériale (créé en 1813)
- 9e régiment de voltigeurs de la Garde impériale (créé en 1813)
- 10e régiment de voltigeurs de la Garde impériale (créé en 1813)
- 11e régiment de voltigeurs de la Garde impériale (créé en 1813)
- 12e régiment de voltigeurs de la Garde impériale (créé en 1813)
- 13e régiment de voltigeurs de la Garde impériale (créé en 1813)
- 14e régiment de voltigeurs de la Garde impériale (créé en 1814)
- 15e régiment de voltigeurs de la Garde impériale (créé en 1814)
- 16e régiment de voltigeurs de la Garde impériale (créé en 1814)

#### Dragons à pied
Créées à 3 reprises sous le Premier Empire, ces unités furent constituées à partir de compagnies à cheval, transformées en compagnies de dragons à pieds. Rattachés aux grenadiers de la Garde impériale sans en faire partie, leur existence fut à chaque fois brèves et ils retournèrent au service monté dans leurs régiments d'origine.
- 1er régiment de dragons à pied
- 2e régiment de dragons à pied

#### Autres corps

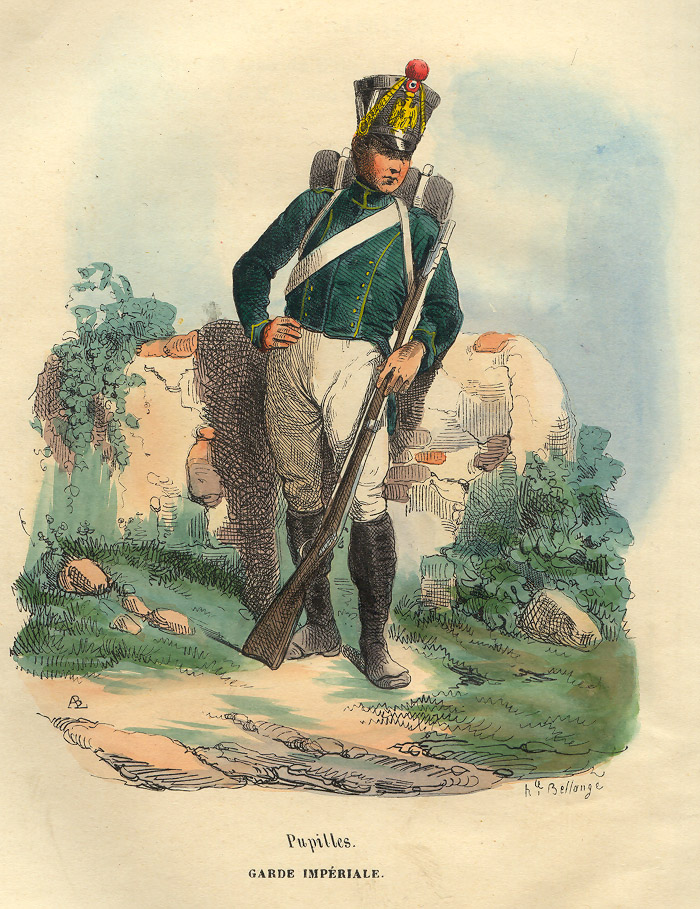
Pupille de la Garde impériale

##### Pupilles de la Garde
Le régiment des Pupilles de la Garde est créé en août 1811 à partir des deux bataillons de vélites royaux hollandais (généralement des orphelins fils de soldats morts en service), ce corps comptera jusqu’à 9 bataillons. En 1813, il n’en aura plus que deux, les autres ayant été peu à peu incorporés dans la Jeune Garde à mesure de la formation des régiments de tirailleurs et de voltigeurs.
- Régiment des pupilles de la garde impériale

##### Vélites de Turin et de Florence
Un bataillon chacun, créés en avril 1809. Leur organisation comme leurs uniformes les apparente aux Fusiliers de la Garde.

##### Petite garde
La petite garde est attachée au roi de Rome.

### Galerie

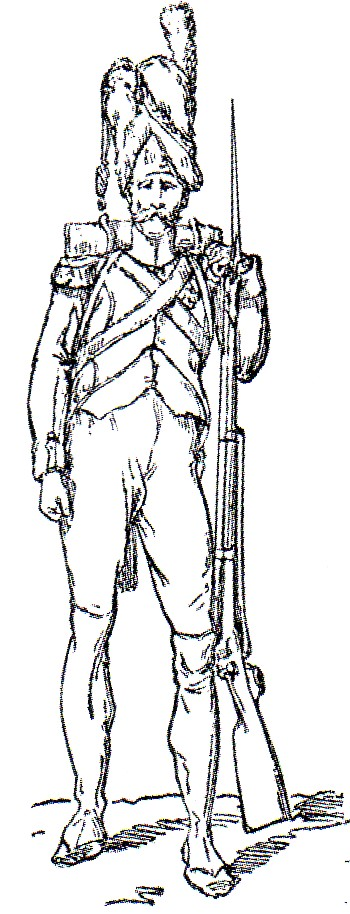
Grenadier à pied.
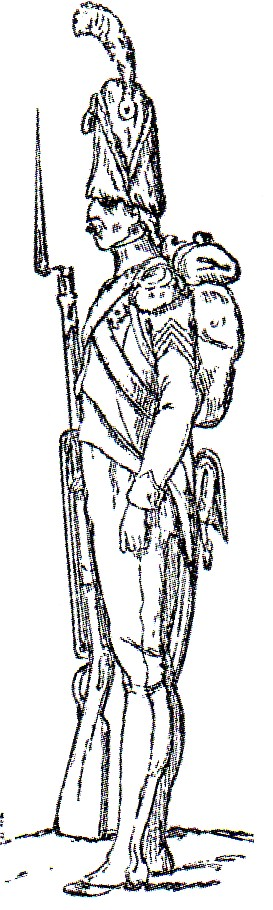
Chasseur à pied.
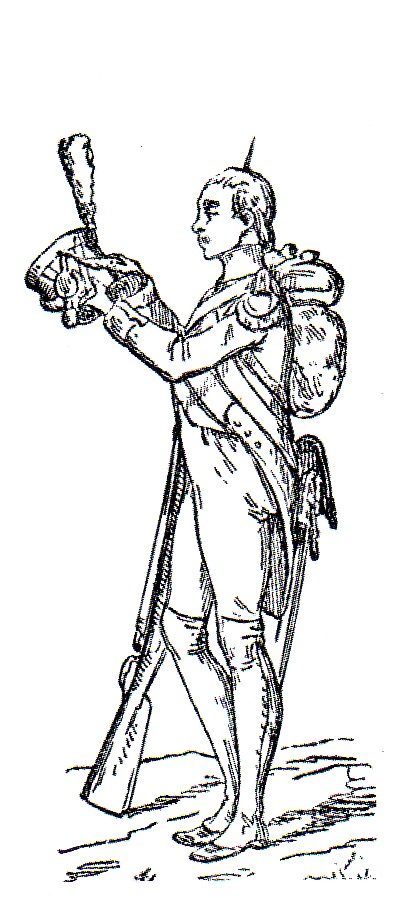
Fusilier-grenadier.
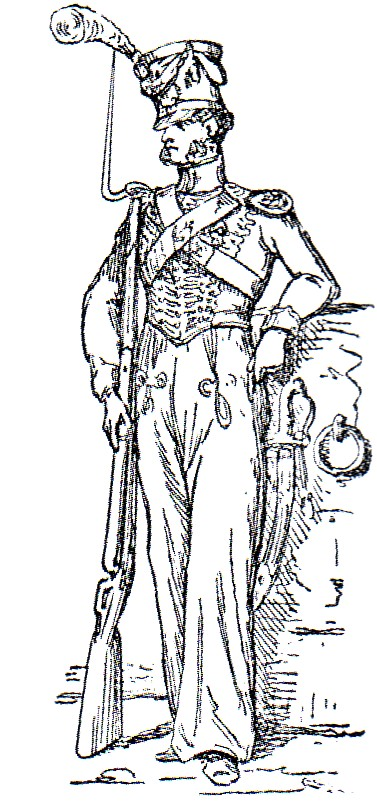
Marin.
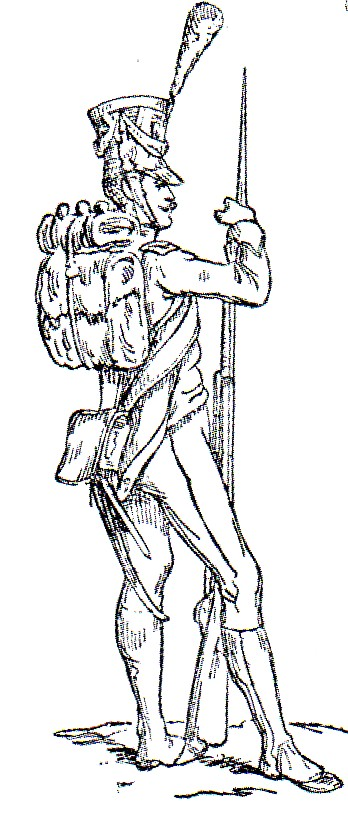
Tirailleur-grenadier.
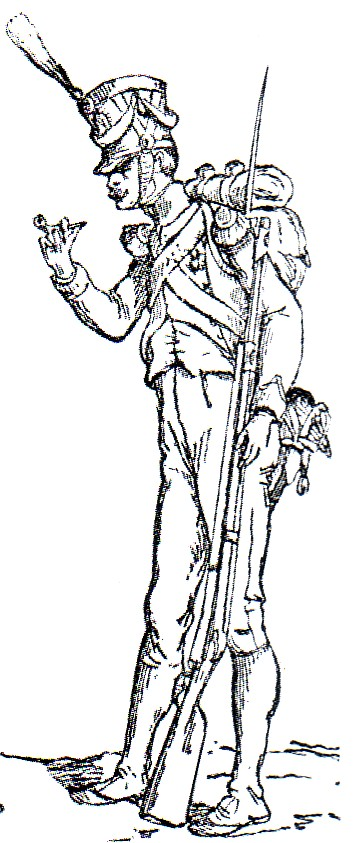
Voltigeur.
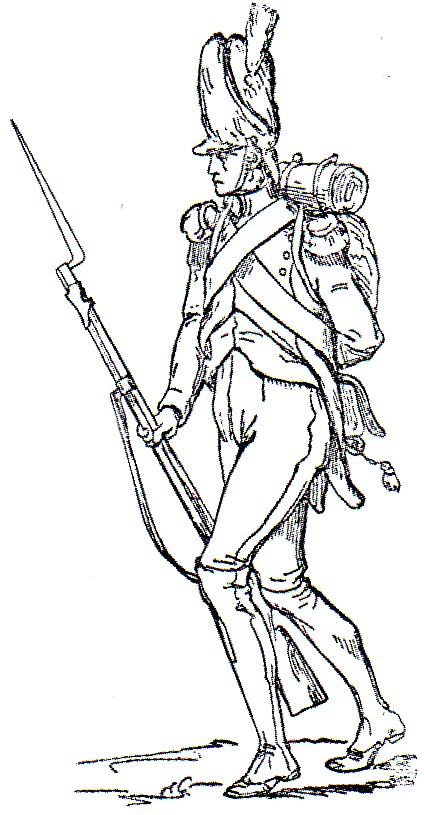
Artilleur à pied.
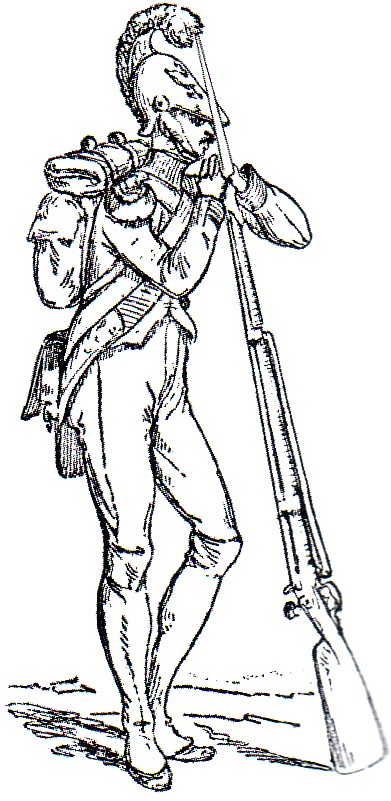
Sapeur.

## Cavalerie
- En 1804, il existe 3 corps :
  - les grenadiers à cheval.

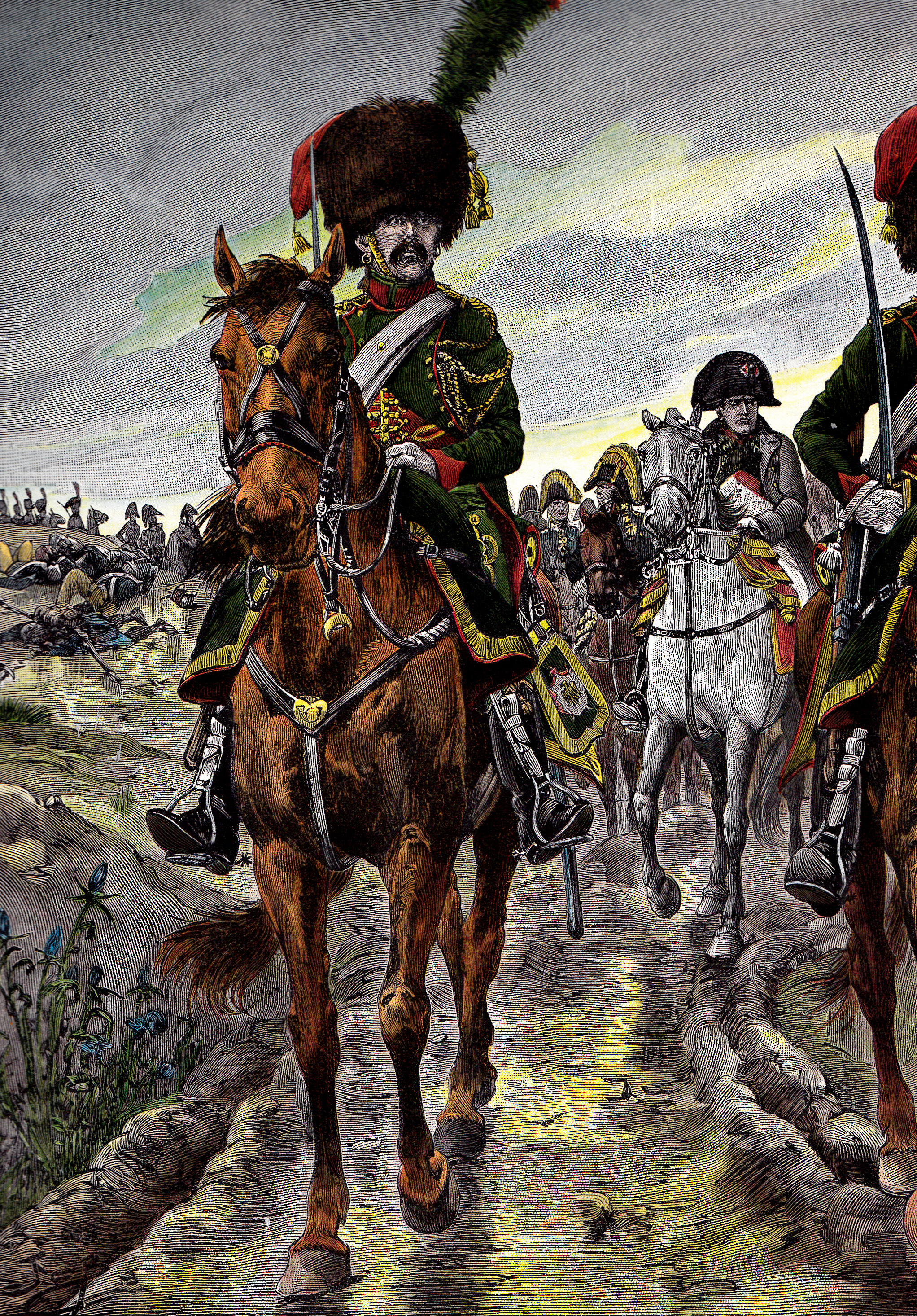
Chasseurs à cheval de la Garde impériale escortant l'Empereur, par Job.

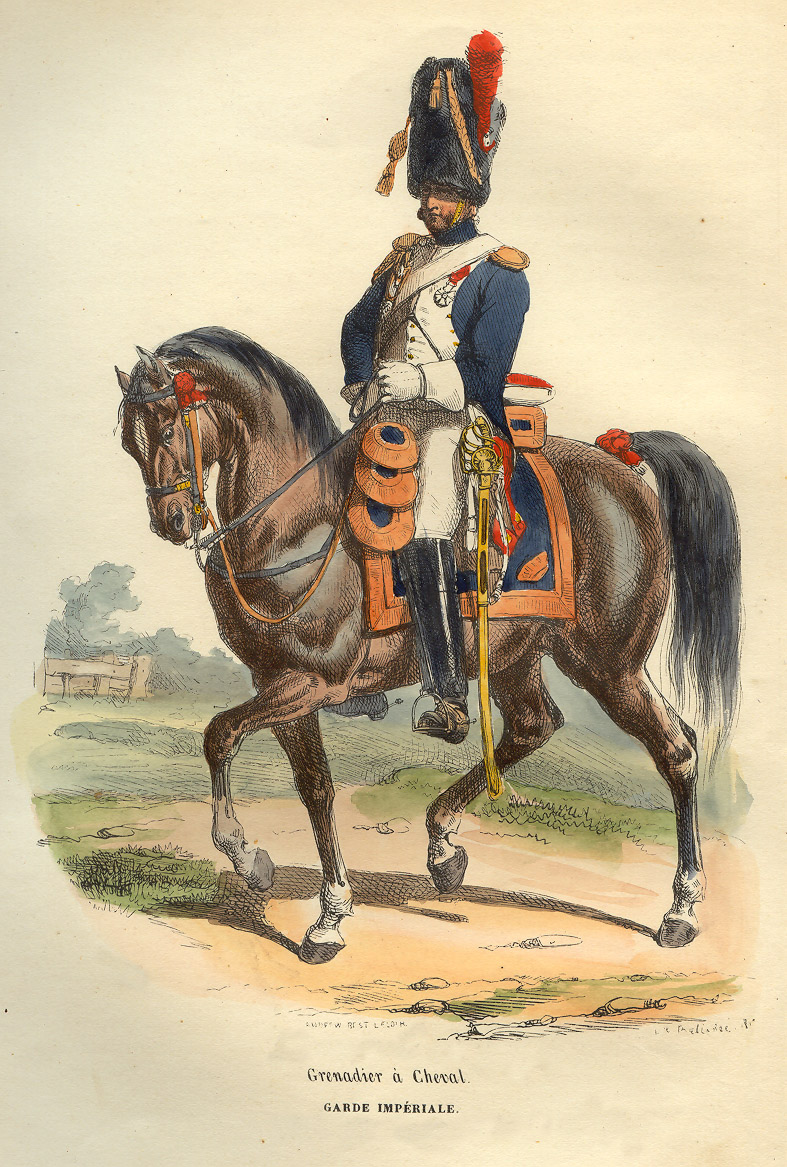
Grenadier à cheval de la Garde impériale.

  - les chasseurs à cheval auxquels est rattaché l’escadron des mamelouks (d’origine égyptienne au début, mais au sein desquels, la proportion des français augmentera sans cesse ; à la fin de l'Empire, il ne restera guère plus d’une vingtaine d’authentiques mamelouks).
  - deux escadrons de Gendarmes d’élite.

- En 1806, les dragons de la Garde sont créés.

- En 1807, lors de l’entrée de Napoléon en Pologne, celui-ci décide la formation du régiment des chevau-légers polonais qui sont recrutés dans la noblesse. Ils ne recevront la lance qu’en 1809, après la bataille de Wagram.

- En 1808, le régiment de chevau-légers de Berg, est rattaché à la Garde, puis dissous début 1809 et incorporé aux chasseurs à cheval de la Garde. 
 Un autre régiment, celui des chasseurs à cheval de Berg, reçoit la lance en 1809 et est ensuite rattaché à la Garde.

- En 1810, le 2e chevau-légers lanciers de la Garde, dit « lanciers rouges », est formé à partir du régiment de hussards de la Garde hollandaise.

- En 1812, à la veille de l’entrée en Russie, la cavalerie de la Garde augmente ses effectifs. 
Les grenadiers à cheval, les chasseurs à cheval, les dragons et les chevau-légers polonais passent à 5 escadrons. 
Création d'un 3e chevau-légers lanciers de la Garde, qui est anéanti avant la fin de la campagne.
 Enfin, à chacun des 3 régiments de lanciers est théoriquement rattaché un escadron de Tartares lituaniens (120 hommes), mais en pratique, seul l’escadron du 3e lanciers est mis sur pied.

- Retour de Russie,
  - La cavalerie de la Garde étant presque anéantie en Russie, les régiments se reforment, mais on distingue maintenant au sein de plusieurs d’entre eux, des escadrons de Vieille Garde et des escadrons de Jeune Garde.
 De plus, 3 régiments d’éclaireurs armés de la lance sont formés, et rattachés, le premier aux grenadiers à cheval, le second aux dragons et le troisième aux lanciers polonais (les 2 premiers régiments d’éclaireurs sont d’ailleurs à recrutement français et le troisième à recrutement polonais).

- En 1813, création de quatre régiments de gardes d’honneur, recrutés parmi les fils des familles nobles et bourgeoises de France, de Belgique, de Hollande et d’Italie. 
L'Empereur pousse ainsi ces jeunes qui ont échappé à la mobilisation, à entrer dans sa garde personnelle tout en s'équipant à leur frais.

### Chasseurs à cheval (Vieille Garde)

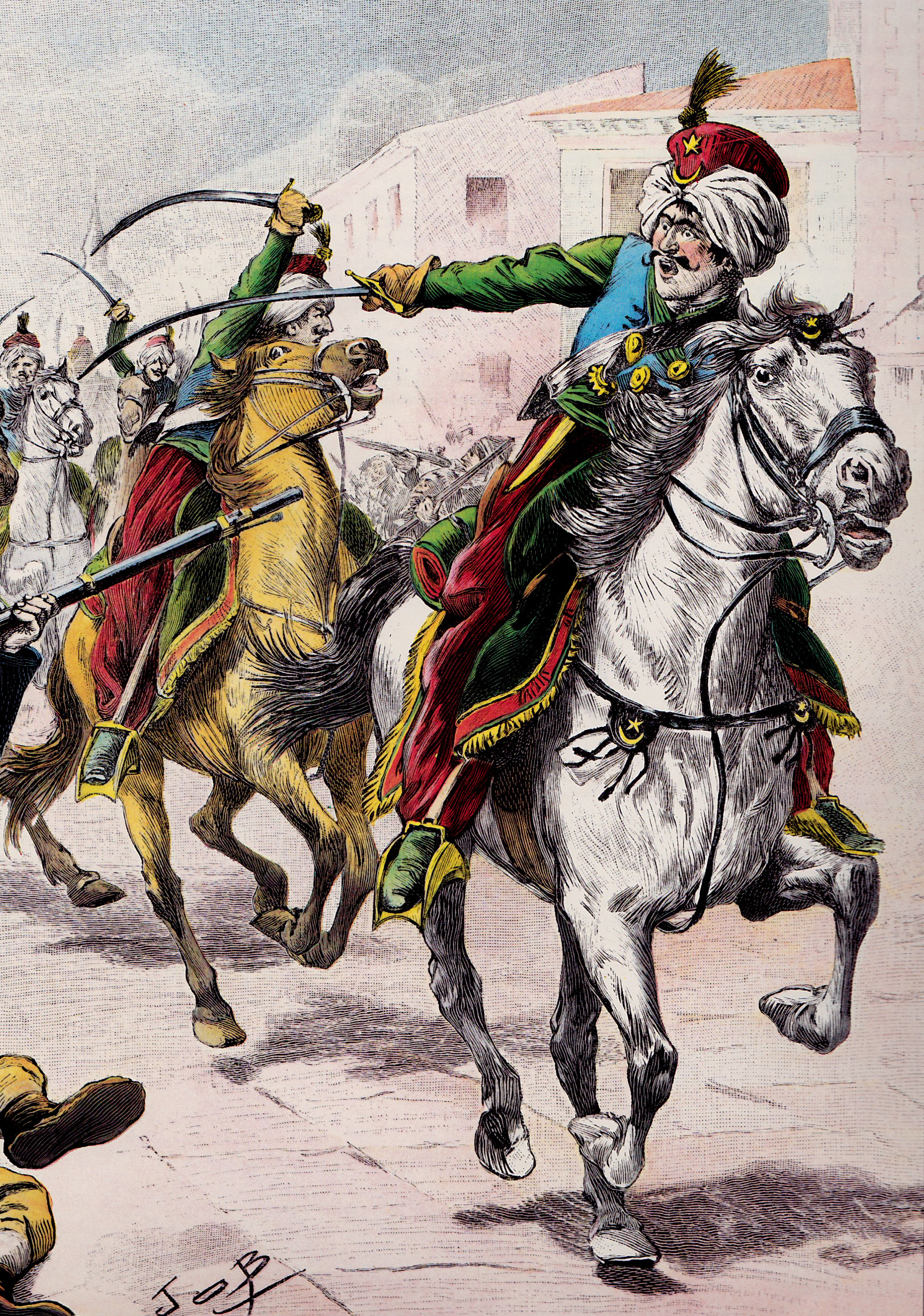
Une charge des mamelouks de la Garde impériale lors du Dos de Mayo à Madrid, le 2 mai 1808. Illustration de Job.

- Chasseurs à cheval de la Garde impériale

### Mamelouks

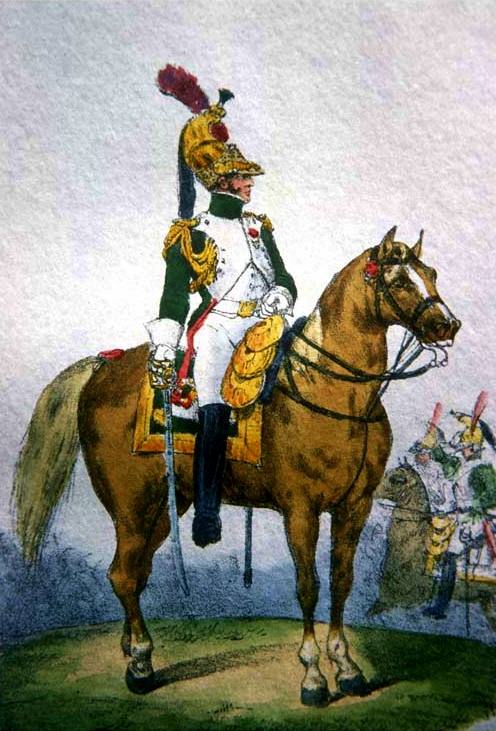
Officier des dragons de l'Impératrice, par Carle Vernet.

- Mamelouks de la Garde impériale (créé en 1813), précédemment une compagnie créée en 1804 et rattachée au régiment des chasseurs à cheval.

### Grenadiers à cheval (Vieille Garde)
- Régiment de grenadiers à cheval de la Garde impériale

### Dragons
- Régiment de dragons de la Garde impériale (créé en 1806, devient dragons de l’Impératrice l’année suivante)

### Chevau-légers lanciers

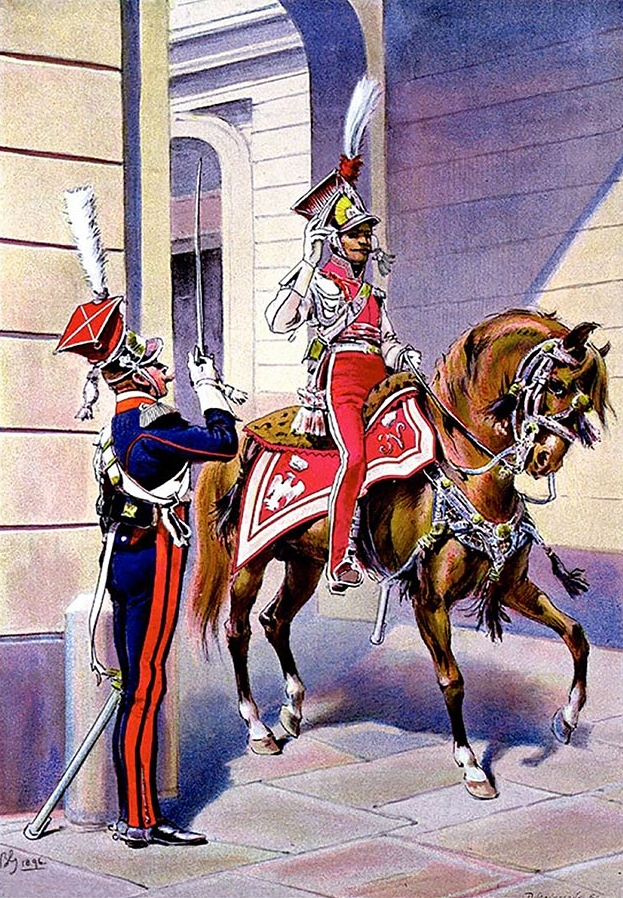
Lancier polonais de la Garde impériale saluant un officier supérieur du régiment, par Bronisław Gembarzewski.

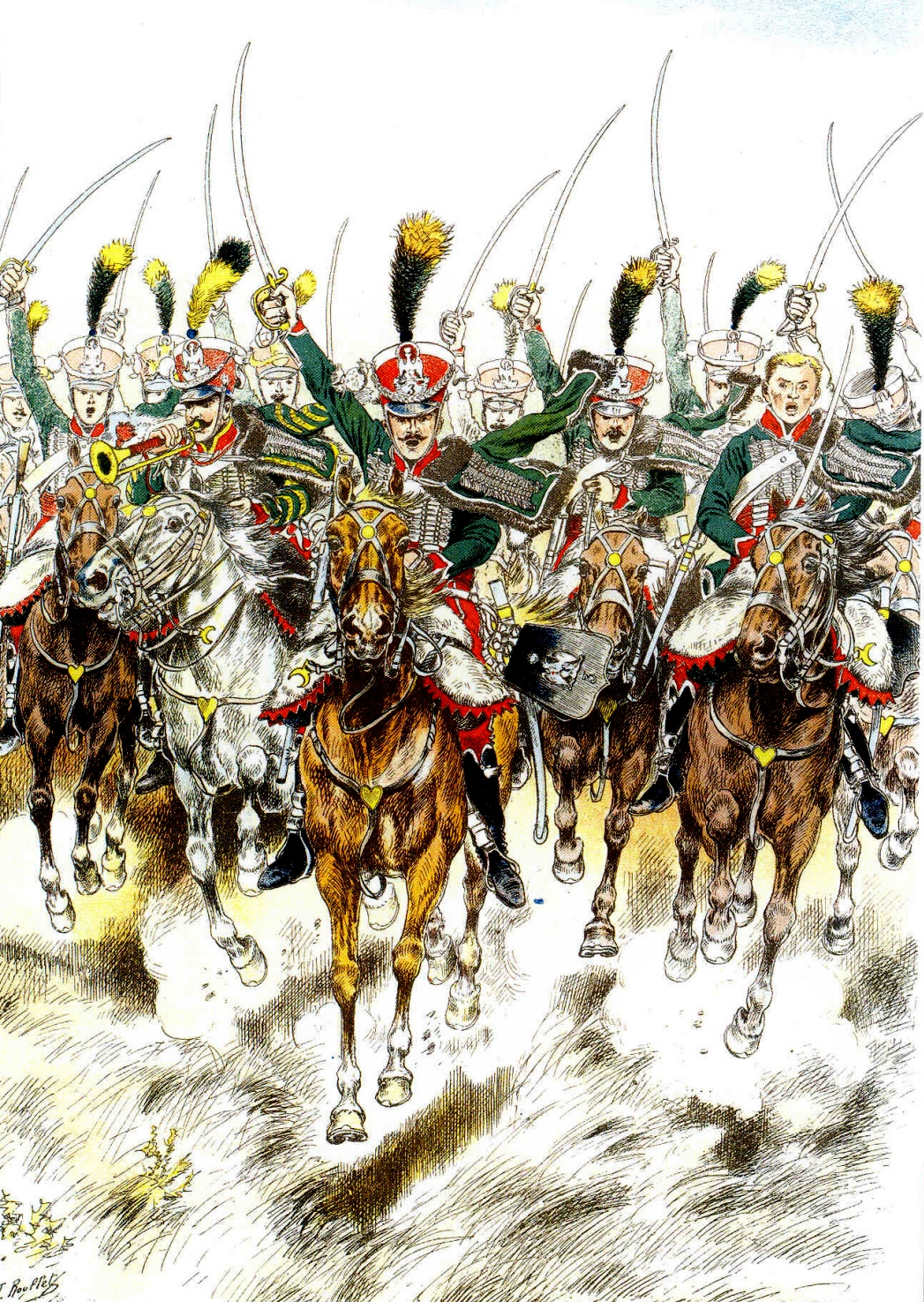
Gardes d'honneur du 3e régiment à la charge, par Jules Rouffet.

- Régiment de chevau-légers polonais de la Garde impériale (créé en 1807), puis chevau-légers lanciers polonais après l'attribution de la lance en 1809.
- 2e régiment de chevau-légers lanciers, dits des lanciers rouges, créé en 1810, avec les hussards de la Garde hollandaise, comprenant huit bataillons (plus un escadron de dragons de la garde municipale de Paris à partir de 1813) : les quatre premiers bataillons de Hollandais appartiennent à la Vieille Garde, les suivants, de Français, à la Jeune Garde
- 3e régiment de chevau-légers lanciers de la Garde impériale (créé et détruit en 1812)

### Gendarmerie d'élite
Deux escadrons de gendarmes d'élite et d'ordonnance :
- Gendarmerie d'élite de la Garde impériale
- Gendarmerie d'ordonnance de la Garde impériale

### Gardes d'honneur
- 1er régiment de gardes d'honneur (créé en 1813)
- 2e régiment de gardes d'honneur (créé en 1813)
- 3e régiment de gardes d'honneur  (créé en 1813)
- 4e régiment de gardes d'honneur  (créé en 1813 et caserné à Lyon)

### Éclaireurs
Le 1er régiment fait partie de la Vieille Garde.
- 1er régiment des éclaireurs de la Garde impériale (créé le 9 décembre 1813)
- 2e régiment des éclaireurs de la Garde impériale (créé le 9 décembre 1813)
- 3e régiment des éclaireurs de la Garde impériale (créé le 9 décembre 1813 et attaché au 1er régiment de chevau-légers lanciers)

### Appellations diverses
- Chevau-légers du Grand-duché de Berg
- Tartares lituaniens de la Garde impériale, escadron créé en 1812.

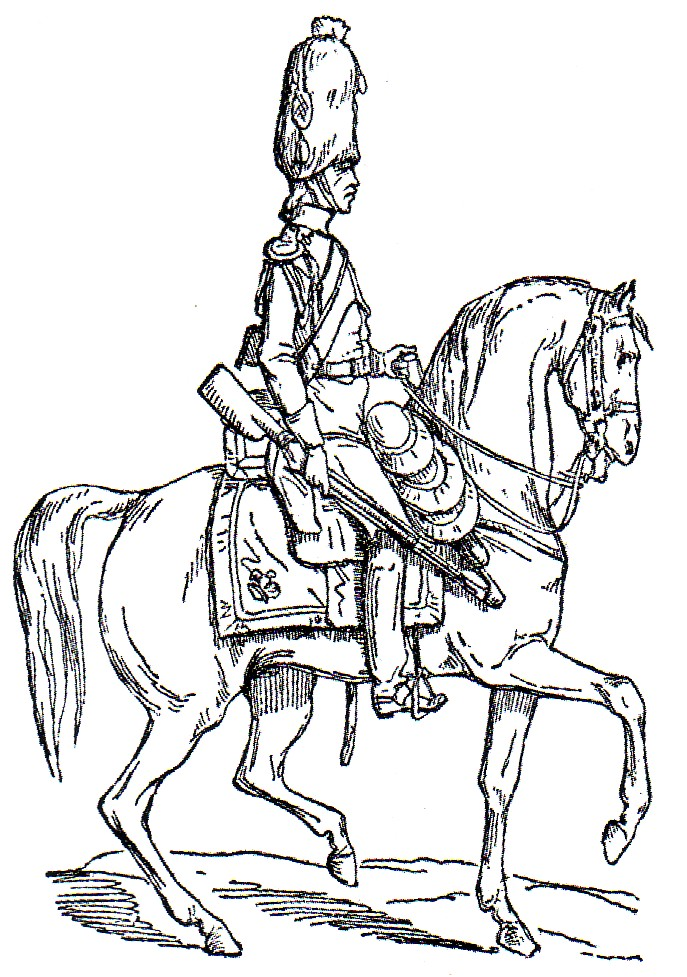
Grenadier à cheval.
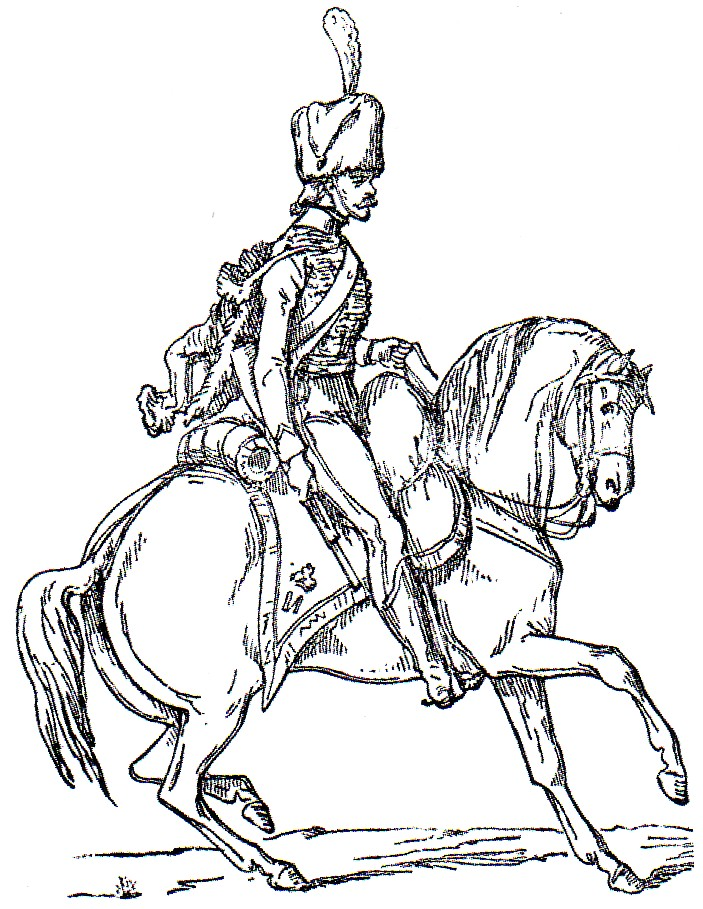
Artilleur à cheval.
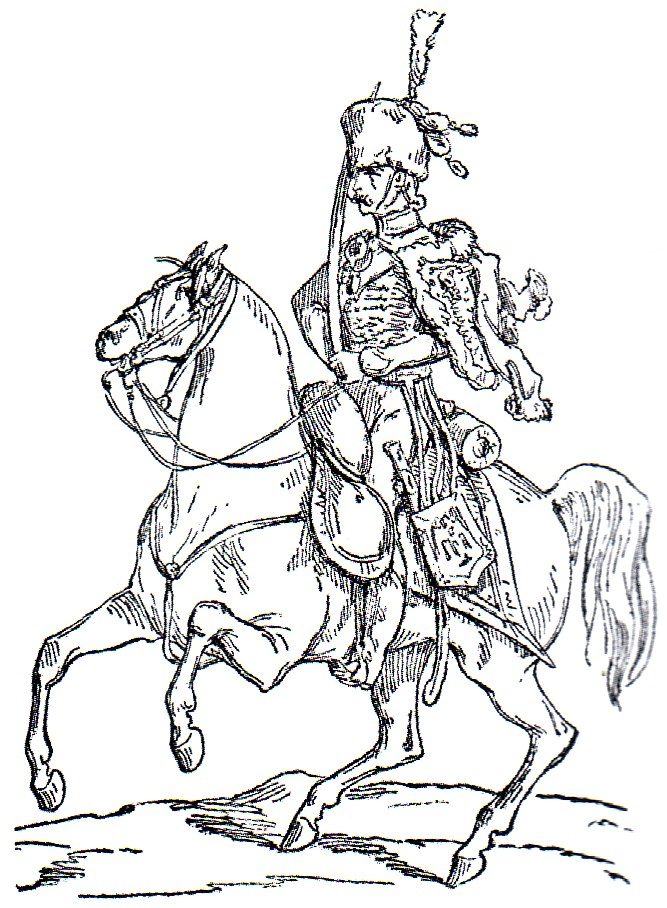
Chasseur à cheval.
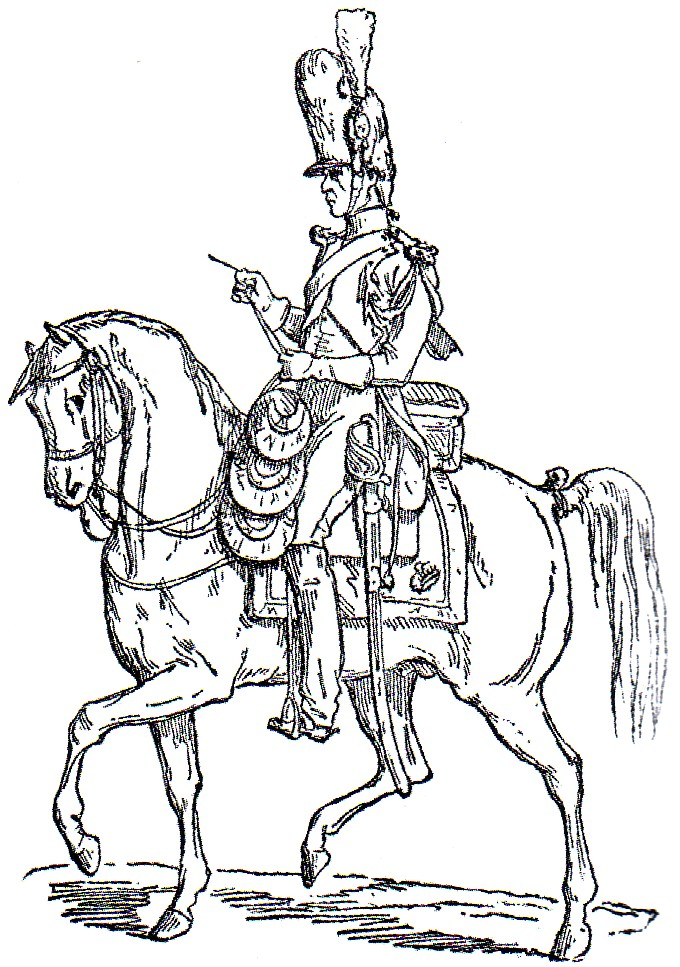
Gendarme d'élite.
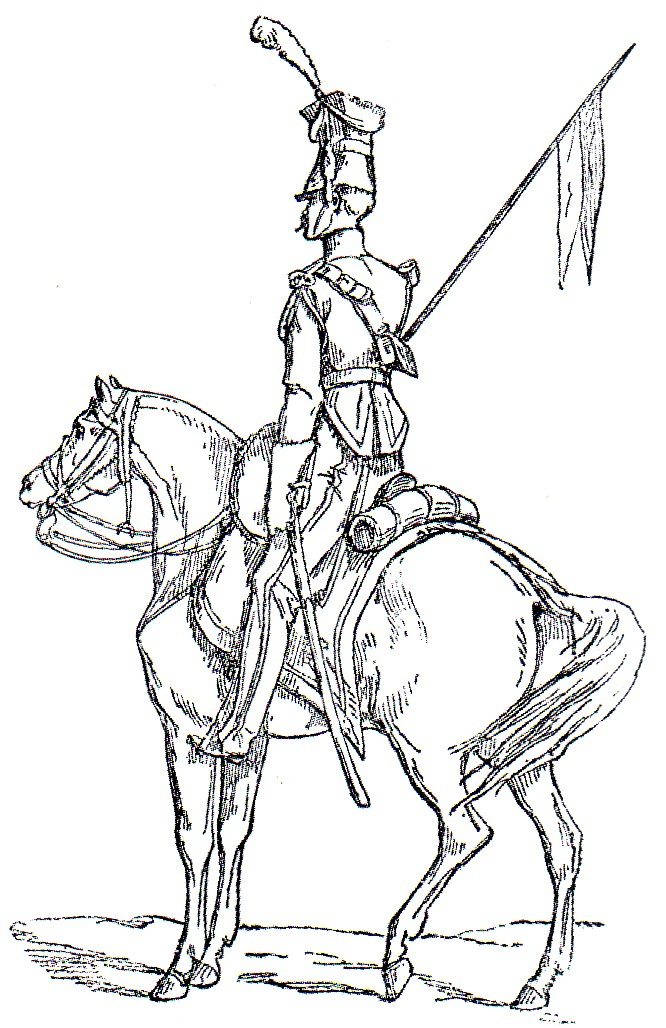
Lancier.
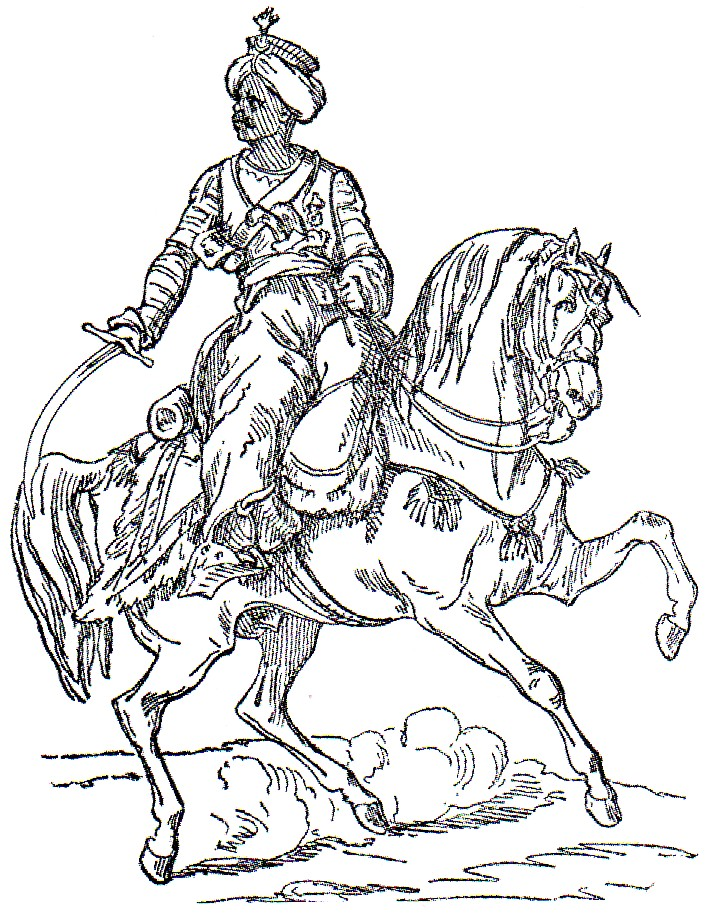
Mamelouk.
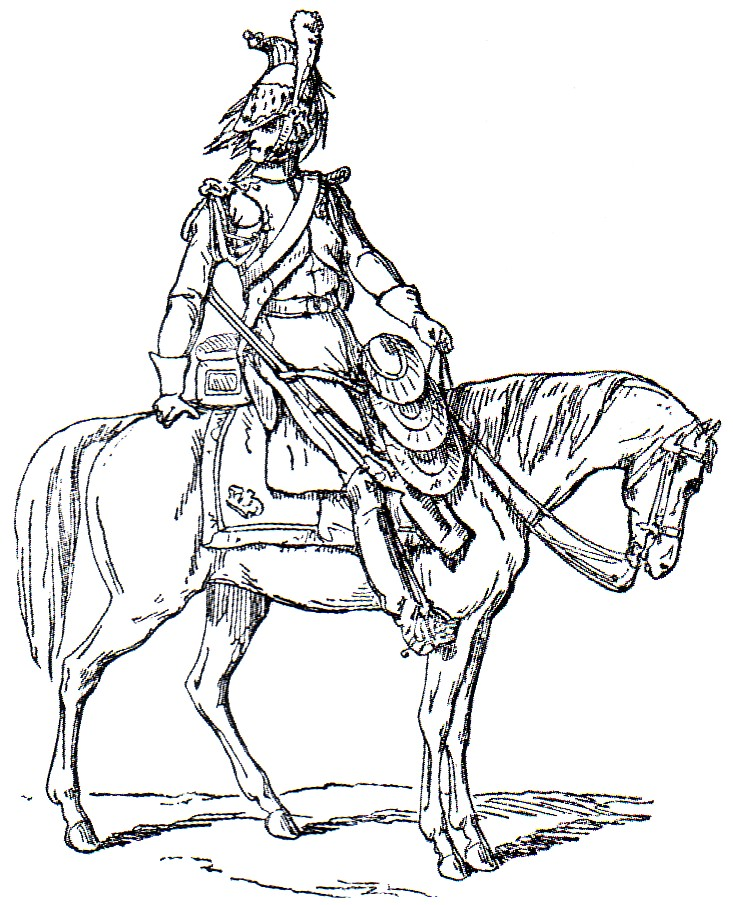
Dragon de l'Impératrice.
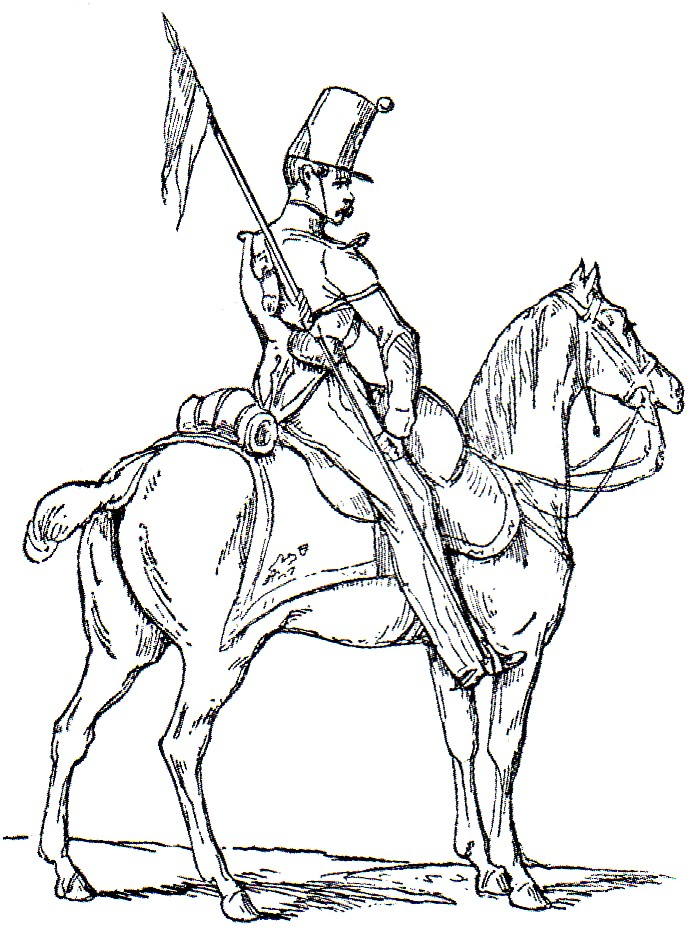
Éclaireur.

## Artillerie

### Artillerie à cheval

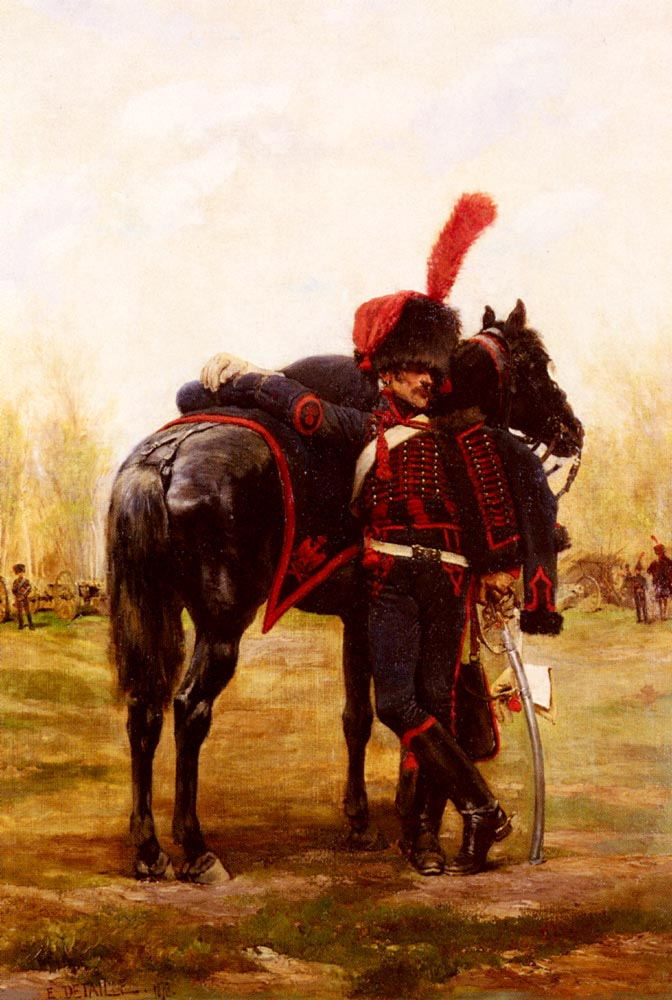
Artilleur à cheval de la Garde impériale

À l’origine, en 1804, une seule compagnie d’artillerie à cheval figure dans la Garde. En 1806, est réorganisé le régiment d’artillerie à cheval de la Garde. Ce régiment est équipé pour l’essentiel de canons de 6 pris à l’ennemi.
- Régiment d'artillerie à cheval de la Garde impériale (créé en 1806)

### Artillerie à pied
En 1808, c’est le régiment d’artillerie à pied de la Garde qui est formé. Il est presque entièrement équipé de canons de 12. En 1812, un second régiment d’artillerie à pied de la Garde est formé.
- 1er régiment d'artillerie à pied de la Garde impériale (créé en 1808)
- 2e régiment d'artillerie à pied de la Garde impériale (créé en 1813)

### Train d'artillerie

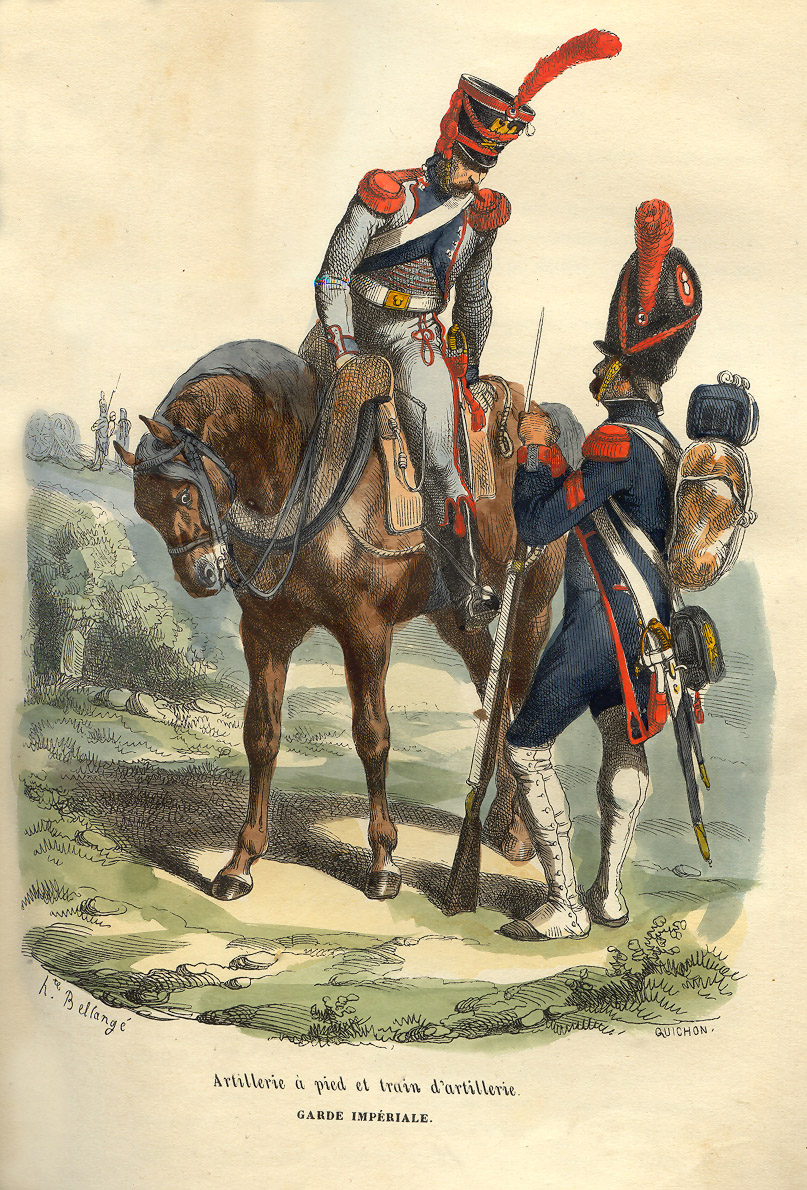
Train d'artillerie et artilleur à pied de la Garde impériale

L'artillerie prenant de plus en plus d'importance, les effectifs du train d'artillerie de la Garde ne cesseront d'augmenter jusqu'à la fin de l'empire. En 1806, il comprend un bataillon. En avril 1809, il passe à deux bataillons. En février 1810, le régiment est refondu en trois bataillons et en avril un 2e régiment est créé. En 1815, le train d’artillerie de la Garde est à un escadron de neuf compagnies dont une de la Jeune Garde.
- 1er régiment du train d'artillerie de la Garde impériale (créé en 1813)
- 2e régiment du train d'artillerie de la Garde impériale (créé en 1813)

## Marine

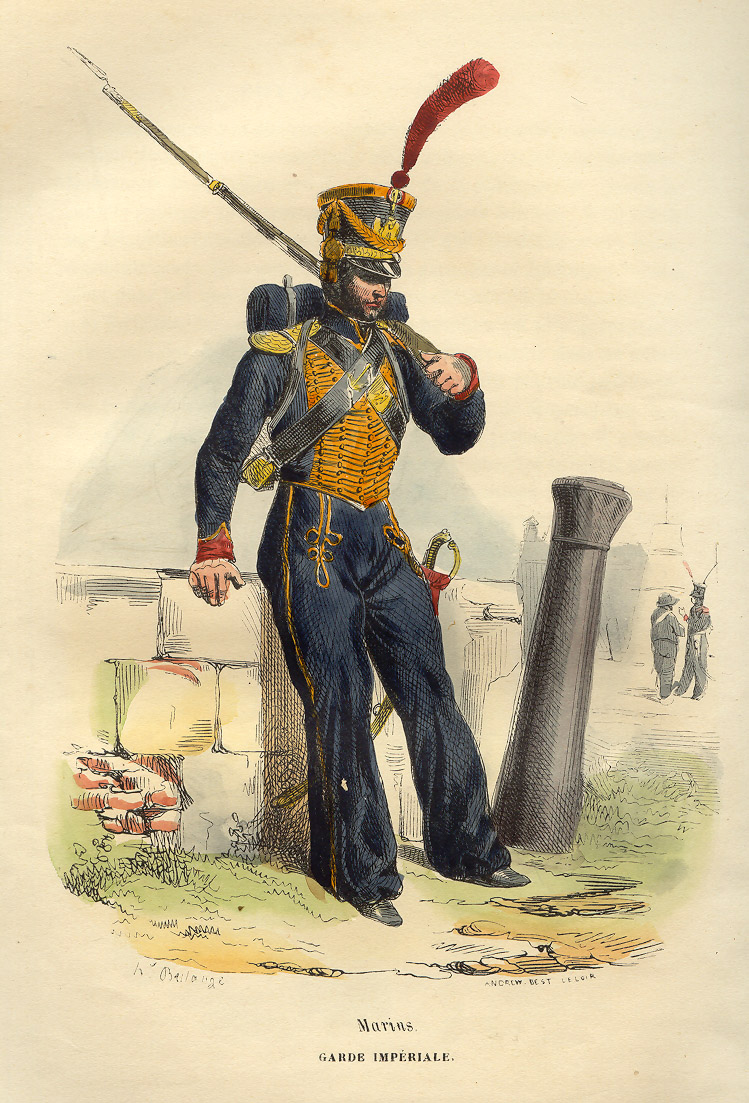
Marin de la Garde impériale

Formée dès septembre 1803, l'unité des marins de la Garde impériale complète la Vieille Garde. Il s’agit d’un bataillon à cinq « équipages ». Une grande partie de la formation est anéantie en 1808 lors de la bataille de Bailén. En 1809, Il ne reste qu’un seul équipage. En septembre 1810, le corps des marins de la Garde est reformé en huit équipages. En 1815, dans la nouvelle Garde, on trouve pour le principe un équipage de 150 hommes. Le bataillon de marins de la Garde impériale, à terre, sert souvent dans l’artillerie.
- Marins de la Garde impériale

## Génie
La compagnie de sapeurs de la Garde (140 hommes) est créée en juillet 1810, à la suite du dramatique incendie de l'ambassade d'Autriche à Paris, pour faire le service des pompes dans les palais impériaux.
 
En 1813, elle passe à 275, puis à 400 hommes, dont la moitié de Jeune Garde. 
 
En janvier 1814, le génie de la Garde est organisé en 1 bataillon à 4 compagnies, dont la première est de Vieille Garde.

En campagne, il remplit les missions habituelles d'une unité de génie.

## Services
Bataillon d’instruction de Fontainebleau
Il est créé fin 1812 et forme des sous-officiers expérimentés aux régiments de la Jeune Garde. 
Pontonniers
Une compagnie d’ouvriers pontonniers est rattachée en 1812 au régiment (le seul à l’époque) d’artillerie à pied. Il s'illustrera notamment lors de la Bérézina.
Service de santé
Le service de santé est dirigé par des hommes de talent, tels Larrey, Percy ou Desgenettes, mais dispose de moyens très insuffisants. De ce fait, l'amputation reste une médecine très répandue sur les champs de bataille face aux blessures graves, faute de soins de meilleure qualité.